# NGC 4765
NGC 4765 ist eine 12,5 mag helle linsenförmige Zwerggalaxie vom Hubble-Typ S0-a mit ausgedehnten Sternentstehungsgebieten im Sternbild Jungfrau am Nordsternhimmel. Sie ist schätzungsweise 29 Millionen Lichtjahre von der Milchstraße entfernt und hat einen Durchmesser von etwa 18.000 Lichtjahren. Vom Sonnensystem aus entfernt sich die Galaxie mit einer errechneten Radialgeschwindigkeit von näherungsweise 700 Kilometern pro Sekunde. Sie ist Mitglied der 127 Mitglieder umfassenden Galaxiengruppe LGG 292 um Messier 49.
Im selben Himmelsareal befinden sich unter anderem die Galaxien NGC 4734, NGC 4808, PGC 43850, PGC 1270152.
Das Objekt wurde am 17. April 1786 von Wilhelm Herschel mit einem 18,7-Zoll-Spiegelteleskop entdeckt, der sie dabei mit „vF, vS“ beschrieb.